# Windows系统评估工具
Windows系统评估工具（英語：Windows System Assessment Tool，简称WinSAT）是微软Windows Vista、Windows 7和Windows 8中的一个模块，可以在控制面板的性能信息和工具中找到（Windows 8.1中除外）。此工具可以测量当前运行硬件的各项特征和能力，然后将其报告为Windows体验指数（英語：Windows Experience Index，简称WEI）得分。体验指数包括五项子分数：处理器、内存、2D图形、3D图形和磁盘。最终的体验指数得分是分数最低的子分数，而不是五个子分数的平均值。Windows Vista中的WinSAT将体验指数报告为一个从1.0至5.9的得分，Windows 7中上限增至7.9，Windows 8中增至9.9。
体验指数可以匹配用户的计算机硬件性能与软件的性能需求。例如，Aero图形界面在该指数小于3分时将不会自动启用。
体验指数也可以揭示升级系统的哪个部分能得到最大的体验提升。例如，如果计算机的最低子分数是内存，升级内存一般会比升级硬盘或其他任何组件获得更大提升。
详细的原始信息（例如实际的磁盘带宽）可以从命令行调用winsat获取。这也允许重新运行特定测试。 从命令行获取体验指数得分应使用winsat formal，这也会更新%systemroot%\Performance\WinSAT\DataStore中存储的值。（里面存储的XML文件可以被轻易地手动修改以伪造性能报告值）。体验指数也可被应用程序使用API调用，应用程序可以根据硬件性能调用适当的函数，避免功能慢的难以接受。
Windows体验指数在Windows 8.1中不会显示，因为WinSAT的图形用户界面在此Windows版本中已被移除，不过命令行版本的winsat工具仍然存在并可正常运行。根据PC Pro的文章，微软移除WinSAT界面是为促进各种硬件都可顺畅运行Windows 8的想法。

## 历史
在2003年的Game Developers Conference上，微软的Windows图形和游戏总经理Dean Lester在GameSpot的采访中指出，微软打算在Windows的下一版本（代号“Longhorn”，后来的Windows Vista）中将改善PC游戏体验作为新游戏倡议的一部分。莱斯特表示，这项倡议的一部分是操作系统将包含一个游戏文件夹以集中化游戏的设置，以及其他功能，显卡驱动的精简、游戏的家长控制和在安装时可以直接从光盘启动Windows游戏——类似電子遊戲機的设计方式。微软还想要求在适用于Windows游戏的零售包装上使用新的系统需求说明系统，使用一个数字评分分类需求。在2004年，Lester说明微软想进一步扩展与硬件厂商的合作，使用一个“级别系统”标定系统硬件的性能和功能，创建适用于Windows Vista的PC，以及Xbox 360外围设备将会与操作系统完全兼容。Windows Vista中的Windows体验指数依赖于WinSAT的测量结果，它可以提供准确的评估系统的能力——这些评级表示系统的能力，较高的得分表示更好的性能。
微软的Robert Stein在2004年建议的初步设计元素是，WinSAT计划在开箱体验时评估用户的硬件；这是一个设计决定，这是一个操作系统为发布到制造商保留的设计决定。
在2005年Windows硬件工程会议期间，微软正式发布WinSAT，并提出这是一项不仅适用于游戏的技术，比如Windows Vista可以基于机器性能决定是否启用桌面合成。WinSAT在发布给制造商前将是操作系统的一个开发重点。

## 测试
Windows Vista和Windows 7中的WinSAT执行下列测试：
- Direct3D 9 Aero评估
- Direct3D 9 Batch评估
- Direct3D 9 Alpha Blend（英语：Alpha_compositing）评估
- Direct3D 9 Texture Load评估
- Direct3D 9 ALU评估
- Direct3D 10 Batch评估
- Direct3D 10 Alpha Blend评估
- Direct3D 10 Texture Load评估
- Direct3D 10 ALU评估
- Direct3D 10 几何评估
- Direct3D 10 固定缓冲区评估
- Windows媒体解码性能
- Windows媒体编码性能
- CPU性能
- 内存性能
- 磁盘性能（包括如固态硬盘的设备）

在运行期间，测试只会显示一个进度条和“工作中”的背景动画。在Vista和Windows 7中，测试期间会禁用Aero Glass以便工具能准确评估显卡和CPU。
在 Windows 7 和 Windows 8 中，WinSAT会在每周维护计划时自动运行，计划任务位置：\Microsoft\Windows\Maintenance。默认时间安排是星期日上午1时。维护计划整合各类操作系统任务到一个计划任务，以便计算机不会被各个任务随机打断。计划任务会将计算机从睡眠中唤醒，运行所有计划的任务，然后让计算机进入睡眠。在每周任务中，WinSAT会运行足够长的时间以检测是否已有任何硬件变更。如果发现，会重新运行各项测试。如果没有，WinSAT则只是自动结束并认定现有得分有效。
WinSAT在笔记本电脑使用电池供电时不会运行上述测试。